# Шлычков, Сергей Владимирович
Серге́й Влади́мирович Шлычко́в (белор. Сяргей Уладзіміравіч Шлычкоў) — белорусский государственный деятель, Председатель Государственного комитета по науке и технологиям Республики Беларусь с 21 декабря 2021 года. Полковник. Кандидат военных наук, доцент.

## Биография
Работал первым заместителем начальника (по научной работе) Научно-исследовательского института Вооружённых сил Республики Беларусь. В 2018 — 2019 годах работал директором Белорусского института системного анализа и информационного обеспечения научно-технической сферы.
13 ноября 2019 года назначен начальником управления науки и инновационного развития Аппарата Совета Министров Республики Беларусь. Позже работал заместителем начальника управления цифровизации и инновационного развития — заведующим отделом науки и инновационного развития Аппарата Совета Министров Беларуси.
21 декабря 2021 года назначен Председателем Государственного комитета по науке и технологиям Республики Беларусь.